# 세계 대학 야구 선수권 대회
세계 대학 야구 선수권 대회는 국제 야구 연맹(IBAF)이 주관하고 국제 대학 스포츠 연맹(FISU)아 후원하는 국제 대학생 야구 대회이다. 첫 대회는 2002년 이탈리아에서 열렸다.

## 역대 대회
| 연도 | 결승전 개최지   | 우승 | 준우승        | 3위           |
| 2002 | 이탈리아 메시나 | 쿠바 | 미국          | 일본          |
| 2004 | 대만 타이난     | 미국 | 일본          | 대한민국      |
| 2006 | 쿠바 아바나     | 미국 | 중화 타이베이 | 쿠바          |
| 2008 | 체코 브르노     | 미국 | 일본          | 중화 타이베이 |
| 2010 | 일본 도쿄       | 쿠바 | 미국          | 일본          |
| 2012 | 대만 타오위안   | 취소 | 취소          | 취소          |
| 2018 | 대만 자이       | 일본 | 중화 타이베이 | 대한민국      |

## 나라별 메달 집계
| 순위 | 나라          | 금 | 은 | 동 | 합계 |
| 1    | 미국          | 3  | 2  | 0  | 5    |
| 2    | 쿠바          | 2  | 0  | 1  | 3    |
| 3    | 일본          | 1  | 2  | 2  | 5    |
| 4    | 중화 타이베이 | 0  | 2  | 1  | 3    |
| 5    | 대한민국      | 0  | 0  | 2  | 2    |

## 같이 보기
- U-23 야구 월드컵